# Vodenjaci
Vodenjaci (mrmoljak, triton) (Triturus) su rod repatih vodozemaca iz porodice daždevnjaka (Salamandridae). Dugoljasta je tijela sa slabim i kratkim nogama. Na nogama ima jastučiće sa zrakom koji mu omogućuju hod po vodi. Ima rep koji je stisnut sa strane te mu to uvelike pomaže tijekom plivanja. Vodenjaci imaju veliku sposobnost regeneracije izgubljenih dijelova tijela, a to su najčešće noge, rep i oči. Zaštićen je te ga često susrećemo na hrvatskom prostoru.

### Obitavalište
Vodenjaci u proljeće borave u vodi (slatkovodne stajaćice - bare ili jezera). Kasnije izlaze i na kopno, gdje skrivajući se pod kamenjem, zimuju. Tijekom zimovanja, vodenjaci miruju i troše zalihe hrane iz tijela.

### Parenje
Doba parenja vodenjaka je u proljeće. Vodenjaci moraju svoja jaja položiti u vodu. Ženke svoja jaja, jedno po jedno, snesu na listove barskih biljaka. Njihove ličinke naliče na punoglavce koji u prvo vrijeme nemaju noge, a kasnije izgledaju kao mali vodenjaci te na glavi, sa strane, imaju škrge koje nalikuju malim pramenovima perja. Završna preobrazba ličinki je potpuna te im se škrge pretvaraju u pluća. U doba parenja, mužjacima nekih vrsta vodenjaka (veliki vodenjak), duž leđa naraste greben, a u većini vrsta donji dio tijela postane narančast.

### Ishrana
Vodenjaci su grabežljivi, pa se i zbog toga hrane puževima, gujavucama te ličinkama kukaca. Hrane se slično kao i ribe.

## Vrste
Veliki vodenjak (Triturus cristatus) je dugačak oko 16 cm, na leđima je tamnozelenkast, a trbuh mu je žut s crnim pjegama. On ne može proizvoditi glas za privlačenje ženke, ali u proljeće, u doba parenja, na leđnoj strani tijela ima greben. Njihova je oplodnja unutarnja, a u koži imaju otrovne žlijezde kojima se štite od napadača. Imaju sposobnost i samosakaćenja jer u opasnosti mogu ostaviti rep napadaču. Taj se rep još miče te zbog toga zavarava neprijatelje koji misle da je to vodenjak. 
Mali vodenjak (obični vodenjak,  Lissotriton vulgaris, stari naziv Triturus vulgaris) i planinski vodenjak ( Lissotriton alpestris, stari naziv Triturus alpestris), iako u imenu imaju naziv "vodenjak", ne spadaju u ovaj rod.

### Popis vrsta (8)
1. Triturus carnifex (Laurenti, 1768)
2. Triturus cristatus (Laurenti, 1768)
3. Triturus dobrogicus (Kiritzescu, 1903)
4. Triturus ivanbureschi Arntzen and Wielstra in Wielstra, Litvinchuk, Naumov, Tzankov, and Arntzen, 2013
5. Triturus karelinii (Strauch, 1870)
6. Triturus macedonicus (Karaman, 1922)
7. Triturus marmoratus (Latreille, 1800)
8. Triturus pygmaeus (Wolterstorff, 1905)

## Drugi projekti
|  | Zajednički poslužitelj ima stranicu o temi Vodenjak    |
|  | Zajednički poslužitelj ima još gradiva o temi Vodenjak |
|  | Wikivrste imaju podatke o taksonu Vodenjacima          |